# 鮑磊
鮑磊，GBS，CBE（1944年3月10日—）是一位香港政治人物。

## 生平
生於英國蘭開夏郡，1965年加入怡和，1989年任怡和集團董事，至2001年退休。鮑磊在香港擔任多項的公職，1988年至1995任香港立法局議員。1988年至1996年任香港旅遊協會（今香港旅遊發展局）主席。

## 榮譽
- 金紫荊星章
- CBE
- OBE